# 莫斯科2017
《莫斯科2017》（俄语：Москва 2017），是一部于2012年上映俄罗斯科幻片，本片由杰米·布拉德肖和Aleksandr Dulerayn执导，他们同时是该电影的编剧。此片定于2012年9月7日在俄罗斯与美国同步上映。